# Molíone
En la mitología griega, Molíone (Μολιόνης) o Móline (Μολίνη) es la madre elea de Éurito y Ctéato, dos siameses monstruosos más conocidos como los Moliónidas. No se conoce la filiación de la muchacha, aunque algunos alegan que su padre era un tal Molo. Su madre, en cambio, era una de las ninfas. Molo mantenía a su hija privada del dominio público, evitando que tuviera contacto con los hombres, pero con el tiempo llegaron los pretendientes. Molíone se desposó con Áctor de Élide pero también Poseidón la había gozado, dejándola grávida de los siameses.
Íbico dice que Molíone puso un huevo de plata del que salieron los siameses, comparándolos así con los Dioscuros; algunos han presupuesto, debido a este dato, que Poseidón se unió a Molíone con la forma de un pájaro, al igual que hizo Zeus con Leda, la madre de los Dioscuros; al menos se tiene constancia de que Poseidón tuvo unión con Medusa con la forma de un pájaro.
Cuando los Moliónidas fueron matados en una emboscada por Heracles, Molíone se dedicó a perseguir al asesino desconocido. Después de descubrirlo, los eleos exigieron satisfacción por el crimen a los argivos, pues ese momento Heracles tenía su hogar en Tirinto. Cuando los argivos les negaron la satisfacción, los eleos, como alternativa, presionaron a los corintios para que excluyeran a todo el  pueblo argivo de los Juegos Ístmicos. Al fracasar en ese intento, Molíone maldijo a sus compatriotas si se negaban a arruinar los Juegos. La maldición de Molíone se respeta hasta el día de hoy, y por eso ningún atleta de Élide suele competir en los Juegos Ístmicos.
Robert Graves conjetura que Molíone es quizás el título de la diosa Luna elea, la patrona de los Juegos, y significa «Reina del Moli», el moli (moly) es una especie de ajo silvestre que en otras partes contrarrestaba la magia lunar. Se la llamaba también Agameda («muy sagaz»), y éste es el nombre de la hechicera de Augías, quien «conocía todas las drogas que produce la tierra». Áctor, el padre putativo de los siameses, es decrito como hermano de Augías.